# Hermann Becker-Freyseng
Hermann Becker-Freysing (Ludwigshafen, 18 juli 1910 - Heidelberg, 27 augustus 1961) was een Duitse arts en beklaagde in het artsenproces van Neurenberg.
Sinds 1941 coördineerde Becker-Freysing het gehele "luftfahrtmedizinische" onderzoek van de luchtmacht. Voor de medische proeven gebruikte hij gevangenen uit de concentratiekampen.
Becker-Freysing werd, samen met zeven andere artsen, aangeklaagd voor misdaden tegen de menselijkheid.
Op 19 augustus 1947 werd Becker-Freysing schuldig bevonden en veroordeeld tot 20 jaar gevangenisstraf. Later werd dat omgezet naar 10 jaar, op 20 november 1952 werd hij uit de Gevangenis van Landsberg vrijgelaten en reisde op uitnodiging van de United States Air Force naar de Verenigde Staten.

## Lidmaatschapsnummer
- NSDAP-nr.: 3 052 380 (lid geworden 1 mei 1933)